# 徳島県の県道一覧
徳島県の県道一覧（とくしまけんのけんどういちらん）は、徳島県を通る県道の一覧である。

## 概要
現在の番号は県道番号の六角形標識導入を前提として1972年（昭和47年）3月10日に告示され、その後の認定や廃止などの再編により現在の路線網へ至っている。

## 主要地方道

### 1 - 10・34（越境主要地方道）
- 1 徳島引田線（香川県越境路線）
- 2 津田川島線（香川県越境路線）
- 3 志度山川線（1976年まで志度脇線→現 : 3号志度山川線・国道377号）（香川県越境路線）
- 4 丸亀三好線（1982年まで坂出貞光線→現 : 国道438号）（香川県越境路線）
- 5 観音寺池田線（香川県越境路線）
- 6 込野観音寺線（1994年認定。1976年 - 1994年は引田清水線→現 : 国道377号）（香川県越境路線）
- 7 美馬塩江線（1976年認定）（香川県越境路線）
- 8 観音寺佐野線（1976年認定）（香川県越境路線）
- 9 （欠番）（1976年 - 1994年は新居浜山城線→現 : 国道319号）
- 10 （欠番）（該当なし）
- 34 石井引田線（1982年認定）（香川県越境路線）

### 11 - 33・35 - 45（県内完結主要地方道）
- 11 鳴門公園線
- 12 鳴門池田線
- 13 徳島停車場線
- 14 松茂吉野線 ※1994年認定。1982年までは徳島県道徳島剣山線 （現：国道438号・国道439号）
- 15 徳島吉野線 ※1972年認定、1982年にルート変更
- 16 徳島上那賀線 ※旧上那賀町内は国道193号と重複
- 17 小松島港線 ※2009年に再認定
- 18 勝浦佐那河内線 ※1994年認定。1990年までは徳島県道小松島停車場線（現：徳島県道213号二條通新港線）
- 19 阿南鷲敷日和佐線 ※1976年までは徳島県道小松島鷲敷日和佐線（現：徳島県道28号阿南小松島線・徳島県道19号阿南鷲敷日和佐線。1965年認定）

以下の県道は1972年認定。
- 20 石井神山線
- 21 神山鮎喰線 ※1976年までは徳島県道山川海南線 （現：国道193号、徳島県道253号山川海南線）
- 22 阿南勝浦線 ※1994年認定。1993年までは徳島県道貞光剣山線 （現：国道438号）
- 23 富岡港線 ※1994年認定。1982年までは徳島県道剣山公園上名線 （現：国道439号・徳島県道32号山城東祖谷山線・徳島県道45号西祖谷山山城線）

以下の県道は1976年認定
- 24 羽ノ浦福井線 ※1994年認定。1993年までは徳島県道穴吹木屋平線 （現：国道492号）
- 25 日和佐小野線
- 26 由岐大西線
- 27 阿南那賀川線 ※1994年に再認定（一部区間は徳島県道24号羽ノ浦福井線に）
- 28 阿南小松島線

以下の県道は1982年認定
- 29 徳島環状線 ※1994年までは徳島県道徳島北環状線
- 30 徳島鴨島線 一部は旧 : 徳島県道15号徳島吉野線
- 31 鴨島神山線
- 32 山城東祖谷山線
- 33 小松島佐那河内線
- 35 阿南相生線
- 36 日和佐上那賀線
- 37 牟岐海南線

以下の県道は1994年認定
- 38 沖ノ洲徳島本町線
- 39 徳島鳴門線
- 40 徳島空港線
- 41 徳島北灘線
- 42 瀬戸撫養線
- 43 神山川島線
- 44 三加茂東祖谷山線
- 45 西祖谷山山城線

## 一般県道

### 101 - 113（越境一般県道）
- 101 船津野根線（高知県越境路線）
- 102 引田滝宮線（香川県越境路線）
- 103 （欠番）（旧 : 上板引田線→現 : 34号石井引田線）
- 104 （欠番）（旧 : 菅谷阿波山川停車場線→現 : 3号志度山川線）
- 105 多和脇線（香川県越境路線）
- 106 穴吹塩江線（香川県越境路線）
- 107 （欠番）（現 : 7号美馬塩江線）
- 108 勝浦三野線（香川県越境路線）（旧 : 琴南三野線）
- 109 （欠番）（現 : 4号丸亀三好線）
- 110 （欠番）（現 : 6号込野観音寺線）
- 111 （欠番）（旧 : 佐馬地観音寺線→現 : 8号観音寺佐野線
- 112 （欠番）（旧 : 新宮山城線→9号新居浜山城線→現 : 国道319号
- 113 東祖谷山大杉停車場線（高知県越境路線）※徳島県内は全線国道439号・国道492号と重用。

### 120 - 200（県内完結一般県道）
- 120 徳島小松島線（国道55号旧道を移管）
- 121 藍住吉成停車場線
- 122 板野川島線（旧 : 徳島川島線→現 : 15号徳島吉野線・122号板野川島線）
- 123 神山国府線
- 124 阿野上線（区域未決定）（旧 : 石井板野線→現 : 34号石田引田線・122号板野川島線）
- 125 市場学停車場線
- 126 半田貞光線（国道192号旧道を移管）
- 127 美馬半田線
- 128 阿南羽ノ浦線
- 129 徳島津田インター線（旧 : 阿南相生線→現 : 35号阿南相生線）
- 130 大林津乃峰線（2015年3月27日認定[1]、同日区域決定[2][3]、国道55号旧道を2015年4月1日に移管[4]）（旧 : 徳島松茂線（ 国道11号旧道）→現 : 39号徳島鳴門線・14号松茂吉野線）
- 131 美馬貞光線
- 132 三加茂三好線
- 133 阿南美波線（2023年3月31日認定[5]、同日区域決定[6]、国道55号旧道を移管）
- 134 （欠番）（該当なし）
- 135 牟岐港牟岐停車場線
- 136 宮倉徳島線
- 137 土成徳島線
- 138 香美吉野線（旧 : 西条北島線→現 : 14号松茂吉野線）
- 139 船戸切幡上板線
- 140 大利辻線
- 141 大林那賀川阿南線
- 142 （欠番）（旧 : 福井由岐日和佐線→現 : 25号日和佐小野線）
- 143 - 145 （欠番）（該当なし）
- 146 鶴林寺線（鶴林寺大井線を変更。一部区間は徳島県道283号和食勝浦線に）
- 147 日和佐牟岐線
- 148 中部山渓轟公園線
- 149 腕山宮石線
- 150 佐古停車場線
- 151 蔵本停車場線
- 152 府中停車場線
- 153 石井停車場線
- 154 牛島停車場線
- 155 鴨島停車場線
- 156 阿波川島停車場線
- 157 小島停車場線
- 158 貞光停車場線
- 159 阿波半田停車場線
- 160 （欠番）（旧 : 阿波加茂停車場線→現 : 44号三加茂東祖谷山線）
- 161 阿波池田停車場線
- 162 箸蔵停車場線
- 163 大歩危停車場線
- 164 阿波大宮停車場線
- 165 板野停車場線
- 166 板東停車場線
- 167 北島池谷停車場線（旧 : 池谷停車場線）
- 168 地蔵橋停車場線
- 169 中田停車場線
- 170 （欠番）（旧 : 南小松島停車場線→現 : 178号小松島港南小松島停車場線
- 171 立江停車場線
- 172 羽ノ浦停車場線
- 173 阿南停車場線
- 174 見能林停車場線
- 175 阿波橘停車場線
- 176 （欠番）（旧：新野停車場線）（2023年3月31日廃止[7]）
- 177 由岐停車場線
- 178 小松島港南小松島停車場線（旧 : 日和佐停車場線→現 : 25号日和佐小野線）
- 179 （欠番）（旧：撫養停車場線）
- 180 （欠番）（旧：神宅停車場線）
- 181 川内埠頭線（旧 : 鍛冶屋原停車場線→廃止）
- 182 瀬戸港線
- 183 亀浦港櫛木線
- 184 粟津港撫養線
- 185 粟津港線
- 186 （欠番）（現 : 40号徳島空港線）
- 187 長原港線
- 188 今切港線
- 189 沖ノ洲埠頭線
- 190 徳島港線
- 191 富岡港南島線
- 192 （欠番）（現 : 23号富岡港線）
- 193 中林港線
- 194 由岐港線
- 195 日和佐港線
- 196 浅川港線
- 197 鞆奥港線
- 198 阿波土柱線
- 199 脇三谷線
- 200 蒲生田福井線

### 201 - 300（県内完結一般県道）
- 201 （欠番）（現 : 38号沖ノ洲徳島本町線）
- 202 （欠番）（旧 : 北島田藍場線→現 : 30号徳島鴨島線）
- 203 鮎喰新浜線
- 204 徳島沖洲インター線（旧 : 広野鮎喰線→現 : 21号神山鮎喰線。1995年4月1日 - 2021年3月12日：徳島東インター線→現路線名）
- 205 西黒田府中線
- 206 西黒田中村線
- 207 鬼籠野国府線（一宮中村線を変更）
- 208 一宮下中筋線
- 209 八多法花線
- 210 大谷西須賀線
- 211 （欠番）（旧 : 津田安宅線→現 : 29号徳島環状線）
- 212 新浜勝浦線
- 213 二條通新港線
- 214 （欠番）（旧 : 佐那河内小松島線→現 : 33号小松島佐那河内線）
- 215 （欠番）（旧 : 寺谷勝浦線→現 : 18号勝浦佐那河内線）
- 216 花園日開野線
- 217 田野勢合線
- 218 和田島赤石線
- 219 古川長原港線
- 220 川内大代線
- 221 富吉久木線
- 222 （欠番）（初代 : 吉成久木線→現 : 29号徳島環状線（新道が開通したため事実上復活）、二代目 : 瀬戸撫養線（国道11号旧道）→現 : 42号瀬戸撫養線）
- 223 （欠番）（旧 : 姫田鯛浜線→現 : 39号徳島鳴門線（新道が開通したため事実上復活））
- 224 （欠番）（旧 : 東貞方板東線→大麻徳島線→現 : 41号徳島北灘線
- 225 檜藍住線
- 226 津慈広島線
- 227 大麻北村線（未区域決定）（旧 : 明神大津線→廃止、国道11号吉野川バイパスとして改良）
- 228 大谷櫛木線
- 229 板野インター線（旧 : 六条羅漢線→34号石井引田線）
- 230 第十白鳥線
- 231 高原石井線
- 232 平島国府線
- 233 （欠番）（旧 : 藍畑鴨島線→現 : 30号徳島鴨島線（新道が開通したため事実上復活））
- 234 高瀬神宅線
- 235 宮川内牛島停車場線
- 236 浦池南原線
- 237 切幡川島線
- 238 川島西麻植停車場線（旧 : 敷地西麻植停車場線）
- 239 牛島上下島線（国道192号旧道を移管）
- 240 西麻植下浦線
- 241 （欠番）（旧 : 本名鴨島線→現 : 31号鴨島神山線）
- 242 植桜鴨島線
- 243 （欠番）（旧 : 寄井川島線→現 : 43号神山川島線）
- 244 山川川島線（国道192号旧道を移管）
- 245 二宮山川線
- 246 仁賀木山瀬停車場線
- 247 船戸山川線（国道192号旧道を移管）
- 248 奥野井阿波山川停車場線
- 249 井上川田線
- 250 三ツ木宮倉線
- 251 脇町曽江線
- 252 大谷脇町線
- 253 山川海南線（県道21号を変更。大部分は国道193号と重複）（旧 : 川井穴吹線→現 : 国道492号）
- 254 田方穴吹線
- 255 端山調子野線
- 256 上蓮小野線
- 257 蔭名小野線
- 258 小谷西端山線
- 259 一宇古宮線
- 260 中野木屋平線
- 261 菅生伊良原線
- 262 芝生中庄線
- 263 高清貞光線（区域未決定）（旧 : 加茂中庄線（国道192号旧道を移管）→廃止）
- 264 出口太刀野線
- 265 腕山花ノ内線（旧 : 落合阿波加茂停車場線→44号三加茂東祖谷山線）
- 266 昼間辻線
- 267 白地州津線
- 268 野呂内三縄停車場線
- 269 三縄停車場黒沢線（旧 : 漆川三縄停車場線）
- 270 一宇祖谷口停車場線
- 271 粟山殿野線
- 272 上名西宇線
- 273 大京原今津浦和田津線
- 274 坂野羽ノ浦線
- 275 敷地羽ノ浦線
- 276 勝浦羽ノ浦線
- 277 中島古庄線
- 278 蛭子原西の久保線
- 279 中島港線（旧 : 南島福井線→現 : 24号羽ノ浦福井線）
- 280 （欠番）（旧 : 上大野宝田線→上大野上中線→現 : 22号阿南勝浦線）
- 281 （欠番）（旧 : 深瀬阿瀬比線）現：徳島県道28号阿南小松島線
- 282 大井南島線（旧 : 加茂南島線）
- 283 和食勝浦線（旧 : 長生宝田線→現 : 27号阿南那賀川線）
- 284 山口鉦打線
- 285 戎山中林富岡港線
- 286 津乃峰筒崎線
- 287 福井椿泊加茂前線
- 288 小勝島公園線（旧 : 福井豊野由岐線→現 : 26号由岐大西線）
- 289 赤松由岐線
- 290 日浦野田線
- 291 竹ガ谷鷲敷線
- 292 西納大久保線
- 293 （欠番）（旧 : 小浜日和佐線→現 : 36号日和佐上那賀線）
- 294 北河内奥河内線（国道55号旧道を移管）
- 295 木沢上那賀線（旧上那賀町は国道193号と重複）
- 296 助上那賀線
- 297 （欠番）（旧 : 小川牟岐線→現 : 37号牟岐海南線）
- 298 上皆津奥浦線
- 299 四方原海部線（国道55号旧道を移管）
- 300 芥附海部線

### 301 - 309（県内完結一般県道）
- 301 久尾宍喰浦線
- 302 鯛浜中村線
- 303 （欠番：かつての大麻北灘線→現：41号徳島北灘線）
- 304 木地屋赤松線
- 305 （欠番：かつての一宇山城線→現：45号西祖谷山山城線）
- 306 - 307 （欠番：該当なし）
- 308 古屋日浦線
- 309 金目宍喰浦線（国道55号旧道を移管）

※310号から400号は欠番扱いであるが、徳島県を起点とする高知県道369号大木屋丸山線が高知県側で認定された。なお、徳島県道としては未認定である。
また、高知県側も条件があわないため、現在は大木屋小石川林道となっており、欠番扱い同様であるが、廃止されたわけではない。

### 401 - 402（自転車道）
- 401 鳴門徳島自転車道線
- 402 阿南徳島自転車道線